# Uzemain
Uzemain település Franciaországban, Vosges megyében. Lakosainak száma 1050 fő (2022. január 1.). Uzemain Charmois-l’Orgueilleux, Dommartin-aux-Bois, Girancourt, Hadol, Renauvoid, Uriménil és Xertigny községekkel határos.

## Népesség
A település népessége az elmúlt években az alábbi módon változott:
| Lakosok száma | 1142 | 1088 | 1092 | 1055 | 1046 | 1035 | 1040 | 1045 | 1050 |
|               | 2013 | 2015 | 2016 | 2017 | 2018 | 2019 | 2020 | 2021 | 2022 |